# Sennevoy-le-Bas
Sennevoy-le-Bas ist eine französische Gemeinde mit 77 Einwohnern (Stand: 1. Januar 2022) im Département Yonne in der Region Bourgogne-Franche-Comté (vor 2016 Bourgogne) im Osten Frankreichs. Die Gemeinde gehört zum Arrondissement Avallon und zum Kanton Tonnerrois (bis 2015 Cruzy-le-Châtel). 

## Geografie
Sennevoy-le-Bas liegt etwa 57 Kilometer östlich von Auxerre. Umgeben wird Sennevoy-le-Bas von den Nachbargemeinden Gigny im Norden, Laignes im Nordosten, Fontaines-les-Sèches im Osten und Südosten, Jully im Süden sowie Sennevoy-le-Haut im Westen.

## Bevölkerungsentwicklung
| Jahr                      | 1962 | 1968 | 1975 | 1982 | 1990 | 1999 | 2006 | 2013 |
| ------------------------- | ---- | ---- | ---- | ---- | ---- | ---- | ---- | ---- |
| Einwohner                 | 192  | 170  | 129  | 113  | 109  | 108  | 107  | 99   |
| Quelle: Cassini und INSEE |      |      |      |      |      |      |      |      |

## Sehenswürdigkeiten

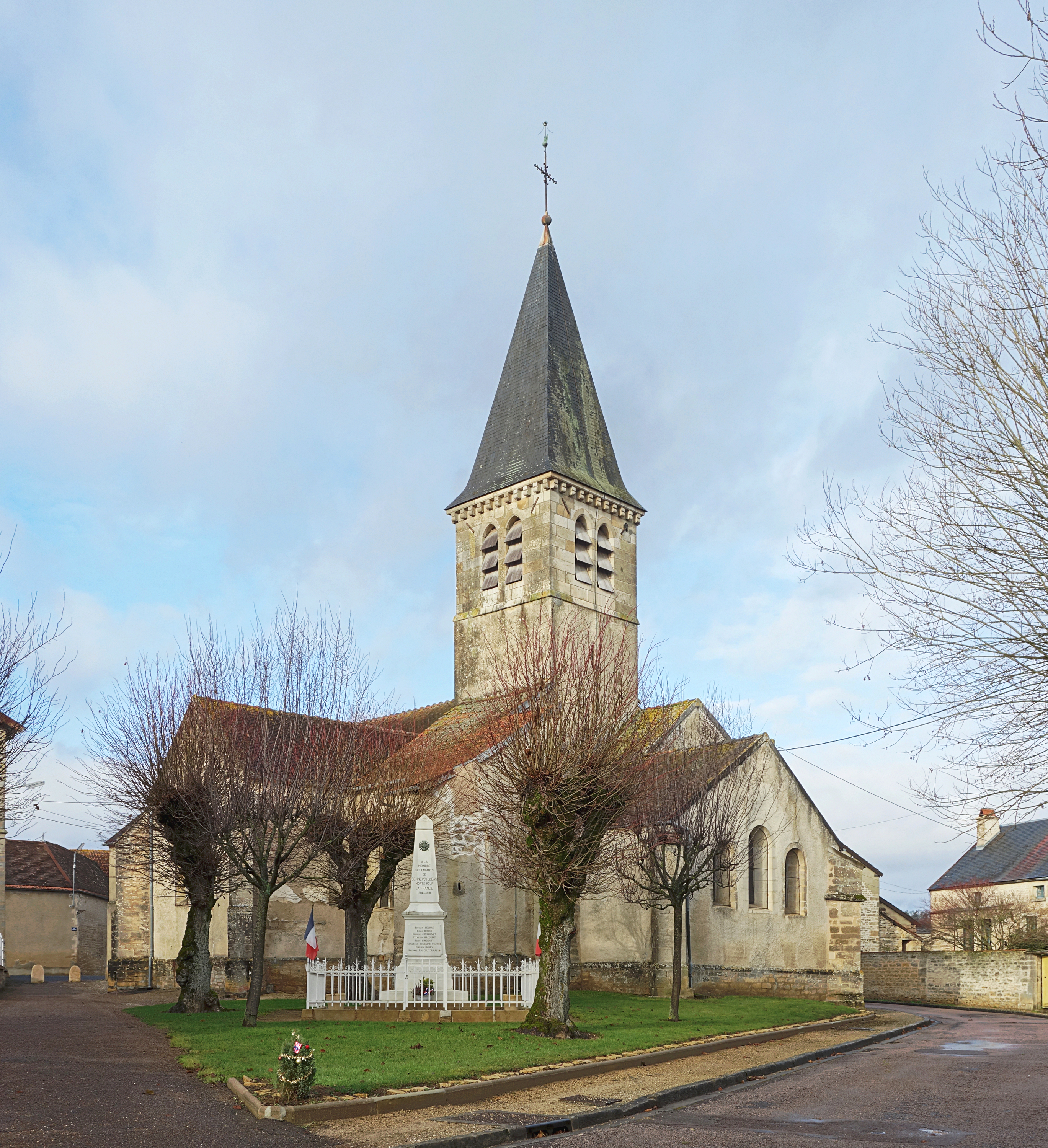
Kirche Saint-Pierre

- Kirche Saint-Pierre